# Xpectation
Xpectation es el vigesimoquinto álbum de estudio del músico estadounidense Prince, publicado el 1 de enero de 2003 por NPG Records. Es el primer álbum instrumental del artista.

## Lista de canciones
Todas fueron compuestas por Prince.
1. "Xhalation" - 2:04
2. "Xcogitate" - 3:33
3. "Xemplify" - 5:53
4. "Xpectation" - 4:01
5. "Xotica" - 3:05
6. "Xogenous" - 4:12
7. "Xpand" - 6:11
8. "Xosphere" - 3:34
9. "Xpedition" - 8:24